# Intramuros

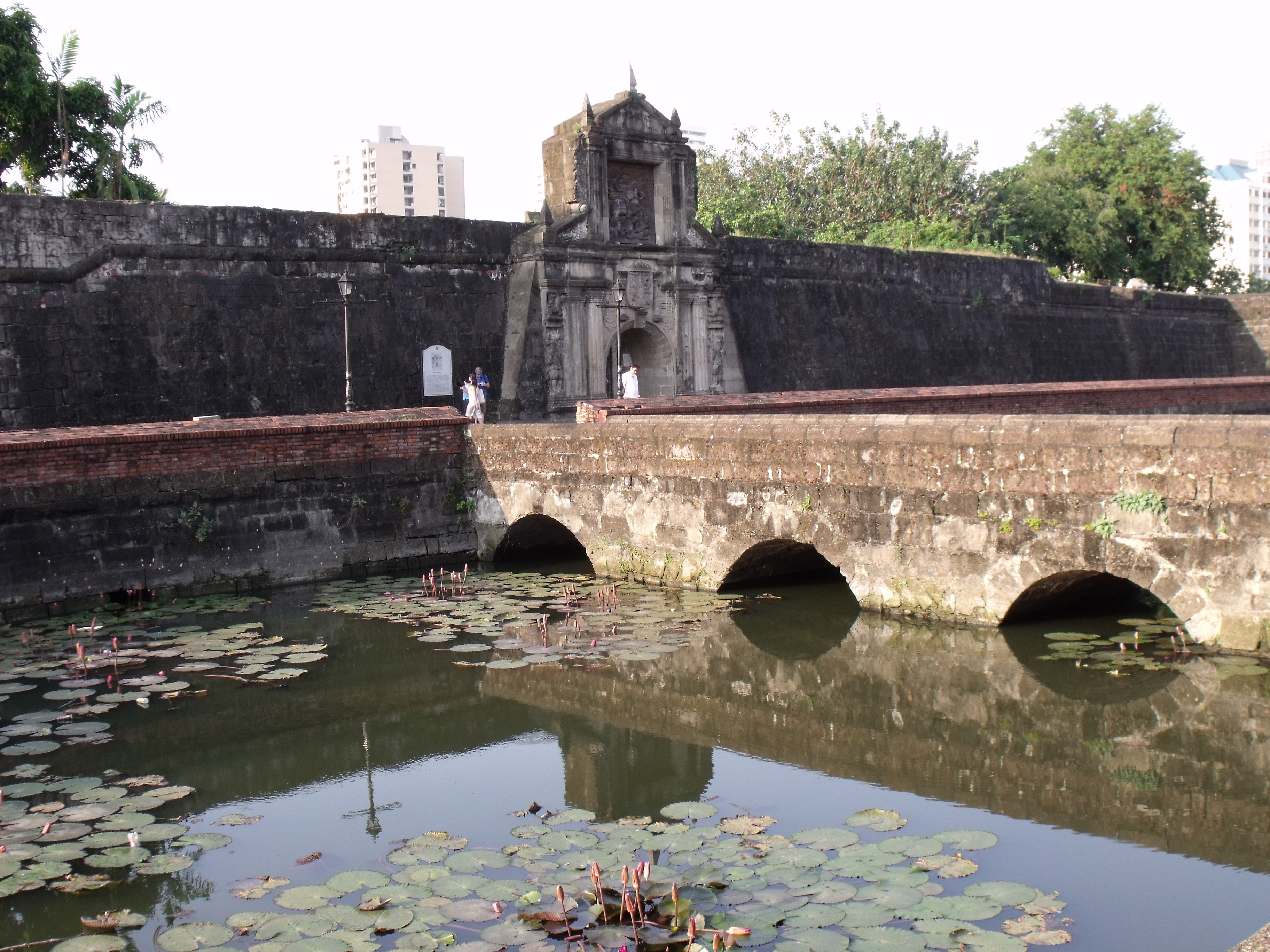
Vstupní bráno do pevnosti Santiago

Intramuros (volný český překlad „Mezi hradbami“) je opevněná historická oblast o rozloze 0,67 čtverečního kilometru v hlavním městě Filipín Manile. Spravuje jej správa Intramuros s pomocí městské vlády v Manile.

## Historie
Citadela Intramuros je staletou historickou čtvrtí, která byla zcela obklopená opevněním. V době španělské nadvlády byla za město Manila považována pouze tato oblast. Ostatní města a arrabales (předměstí) umístěná za hradbami, která jsou nyní městskými okresy byla označována jako extramuros, „mimo zdi“[ve zdroji nenalezeno] a byla to nezávislá města, která byla začleněna do Manily na počátku 20. století. Citadela Intramuros sloužila jako sídlo vlády Filipín. Byla součástí španělského impéria. Od založení kolonie v roce 1571 až do roku 1865 zde sídlil generální guvernér. Citadela byla sídlem Real Audiencia, španělského odvolacího soudu během filipínské revoluce až do konce španělské vlády v roce 1898.
Intramuros byla také považována za náboženské a vzdělávací centrum španělské Východní Indie. Původní kampusy univerzity „Santo Tomas“, nejstarší univerzity v Asii, a „Ateneo de Manila“, sídlily před přesunutím v letech 1927 a 1932 na Intramuros; dnes zde stále sídlí hlavní kampusy „University of the City of Manila“, „Colegio de San Juan de Letran“, „Mapúa University“, „Philippine Nautical Training Colleges“, „Colegio de Santa Rosa“ a „Manila High School“. Citadela byla také ekonomickým centrem; přístav v Manile byl centrem obchodu mezi Filipínami a Acapulcem v dnešním Mexiku (výchozí bod tzv. Manilské galeony). Až do roku 1821 byla filipínská kolonie podřízena místokrálovství Nové Španělsko.
Stavba citadely začala na příkaz španělského císaře na konci 16. století. Záměrem byla ochrana města před invazí z moře. Nahradila tak starou prehispanickou osadu Maynila rozloženou podél břehů manilského zálivu u ústí řeky Pasig. V blízkosti ústí řeky Pasig byla postavena pevnost Fort Santiago, která spolu s řadou hradeb a bran opevňovala město před opakovanými nájezdy.
Bitva o Manilu v roce 1945 Intramuros prakticky zlikvidovala. Když se okupační japonská císařská armáda[zdroj⁠?!] naposledy[zdroj⁠?!] postavila proti vítěznému úsilí spojeneckých vojáků a filipínských partyzánů, těžké dělostřelecké bombardování zničilo jejích osm kostelů, opevnění, univerzity, domy a vládní budovy budované po staletí ve stylu španělské koloniální architektury; pouze kostel San Agustín, nejstarší stojící kostel na Filipínách, přežil bombardování Manily neporušený a později byl zapsán na seznam světového dědictví UNESCO. Ačkoli úsilí o rekonstrukci začalo bezprostředně po válce, mnoho z jejích původních památek je ztraceno; pod správou úředníků Intramuros je citadela stále v procesu poválečné rekonstrukce a probíhá úsilí o oživení jejího kulturního dědictví.
Intramuros, včetně pevnosti Fort Santiago, byla vyhlášena národní kulturní památkou v roce 1951. Opevnění Intramuros, pod názvem „Fortifications of Manila“, bylo vyhlášeno „National Cultural Treasures“, národním kulturním pokladem pro jeho historický a kulturní význam. V roce 1993 byl kostel San Agustin, jeden ze čtyř filipínských kostelů postavených během španělského koloniálního období zapsán do seznamu světového dědictví UNESCO. Kostely byly zapsány pod společným názvem Barokní kostely Filipín.

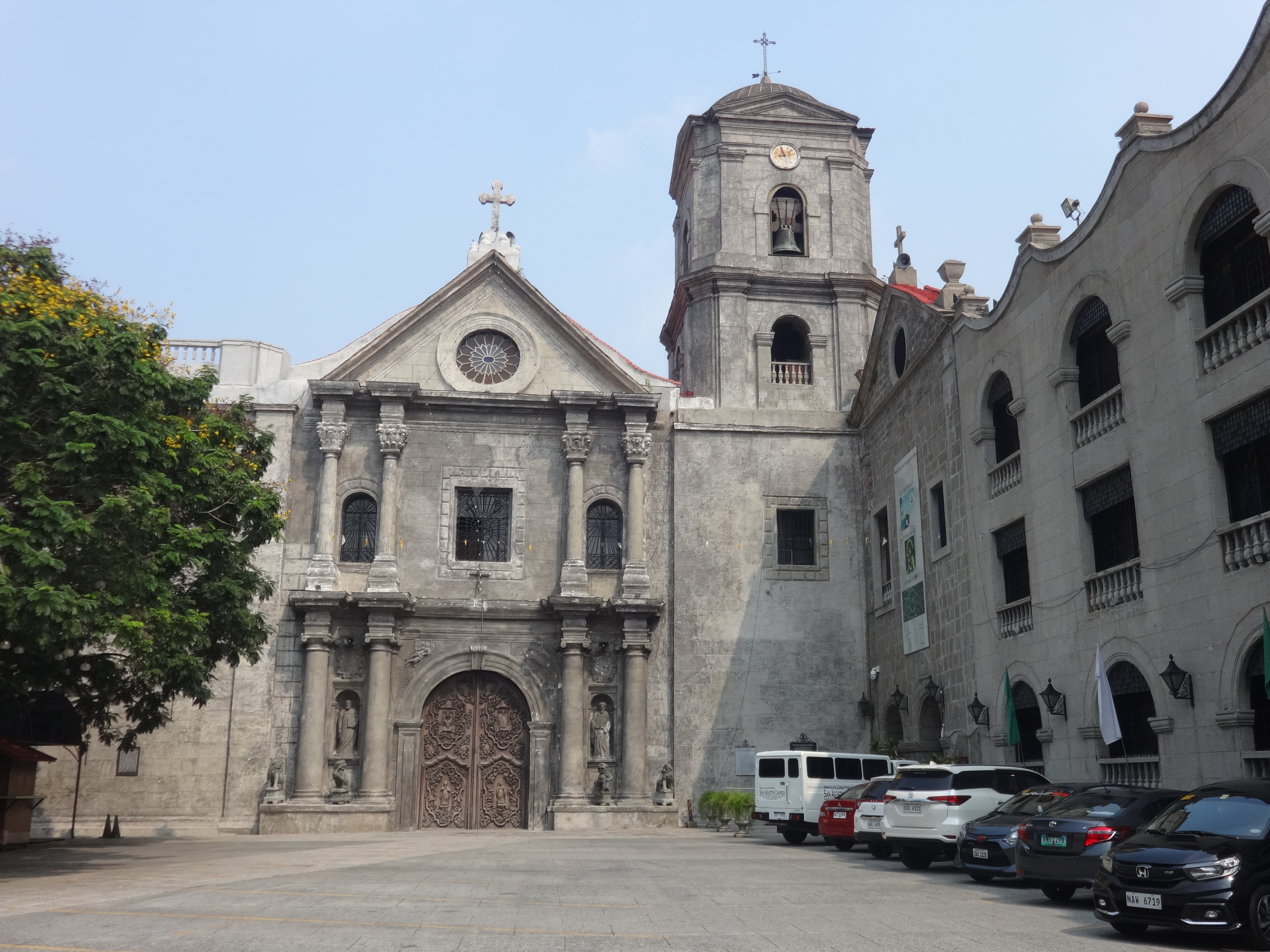
Kostel San Augustín, zapsán do seznamu UNESCO, citadela Intramuros

## Epochy
Strategické umístění Manily podél zálivu a v ústí řeky Pasig z dělalo z města ideální místo pro kmeny a království Tagalogů a Kapampanganů pro obchodování s obchodníky z dnešní Číny, Indie, Bornea a Indonésie.

### Španělé v Manile (1571–1762)
V roce 1564 vypluli španělští mořeplavci pod vedením Miguela Lópeze de Legazpiho z Nového Španělska (nyní Mexiko) a 13. února 1565 dorazili na ostrov Cebu a založili první španělskou kolonii na Filipínách. Poté, co Legazpi slyšel od domorodců o bohatých zdrojích v Manile, vyslal dva ze svých nadporučíků, Martína de Goiti a Juana de Salceda, aby prozkoumali ostrov Luzon. Španělé na ostrov Luzon dorazili v roce 1570. Došlo k nesvárům mezi muslimskými obyvateli a katolickými Španěly, kteří bojovali o kontrolu nad zemí a osadami. Po několika měsících válčení byli domorodci poraženi a Španělé uzavřeli mírovou dohodu s rádžou Sulejmanem III. a jeho spoluvládci Lakandulou a Matandou, kteří Španělům Manilu předali.
Legazpi vyhlásil oblast Manily 24. června 1571 novým hlavním městem a španělskou kolonií. Rovněž vyhlásil svrchovanost španělské monarchie nad celým souostrovím. Španělský král Filip II. potěšen nově dobytým územím, udělil městu znak a prohlásil jej jako: "Ciudad Insigne y Siempre Leal". Manila se stala politickým, vojenským a náboženským centrem Španělské říše v Asii.

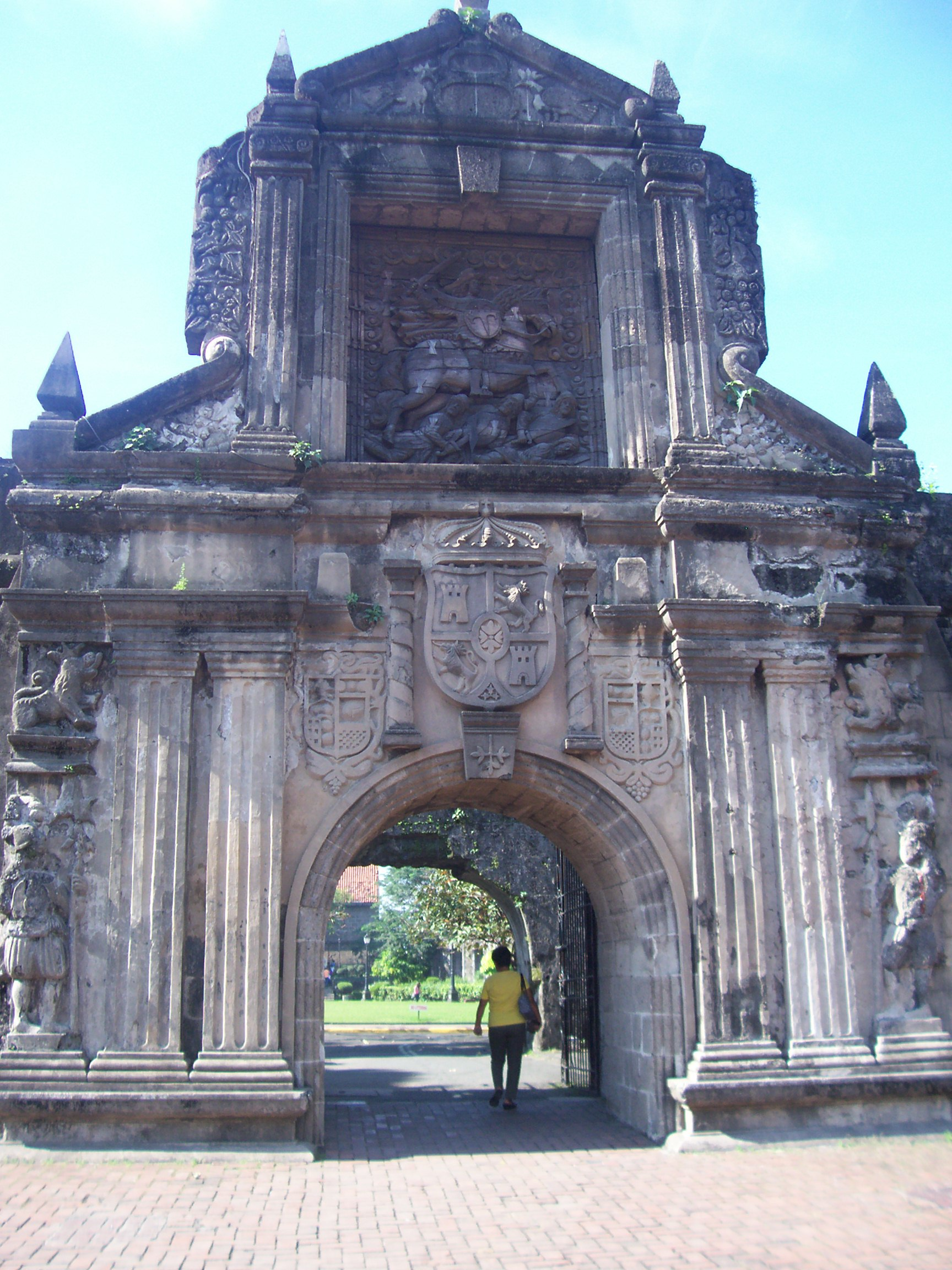
Pevnost Fort Santiago, hlavní brána

## Stavba pevnosti
Město bylo v neustálém ohrožení katastrof nejen přírodních a lidmi způsobených ale hlavně je ohrožovaly útoky pirátů a jiných útočníků. V roce 1574 zaútočila na město flotila čínských pirátů vedená Limahongem a stačila město zničit dříve než je Španělé vyhnali. Přeživším nezbývalo než město znovu vystavět. Tak bylo rozhodnuto vystavět opevnění.
Stavba nového kamenného města začala za vlády generálního guvernéra Santiaga de Vera. Město bylo naplánováno jezuitským knězem Antoniem Sedenem v souladu s indickými zákony a bylo schváleno královským nařízením Filipa II., které bylo vydáno ve španělském San Lorenzo de El Escorial. Generální guvernér Gómez Pérez Dasmariñas přivezl ze Španělska královské pokyny k výstavbě: prováděcí dekret uvádí, že se má „město obklopit kamennou zdí a postavit pevnost na místě ústí řeky do moře “. Práce vedl Leonardo Iturriano, španělský vojenský inženýr specializující se na opevnění. Čínští a filipínští domorodci stavěli zdi.
Pevnost "Fort Santiago" byla přestavěna a kruhová pevnost, známá jako "Nuestra Senora de Guia", byla postavena na obranu pevniny z moře na jihozápadní straně města. Finanční prostředky pocházely z monopolu na hráčská kasina, pokut a daní. Čínské zboží bylo zdaňováno dva roky. Stavba hradeb, kterou navrhli Geronimo Tongco a Pedro Jusepe, začala v roce 1590 a pokračovala pod vedením mnoha generálních guvernérů až do roku 1872. V polovině roku 1592 napsal guvernér Gómez Pérez Dasmariñas králi zprávu o uspokojivém vývoji prací na stavbě zdí a opevnění. Protože stavba probíhala v různých obdobích a jednotlivé úseky byly budovány často daleko od sebe, nemělo opevnění žádný jednotný plán.

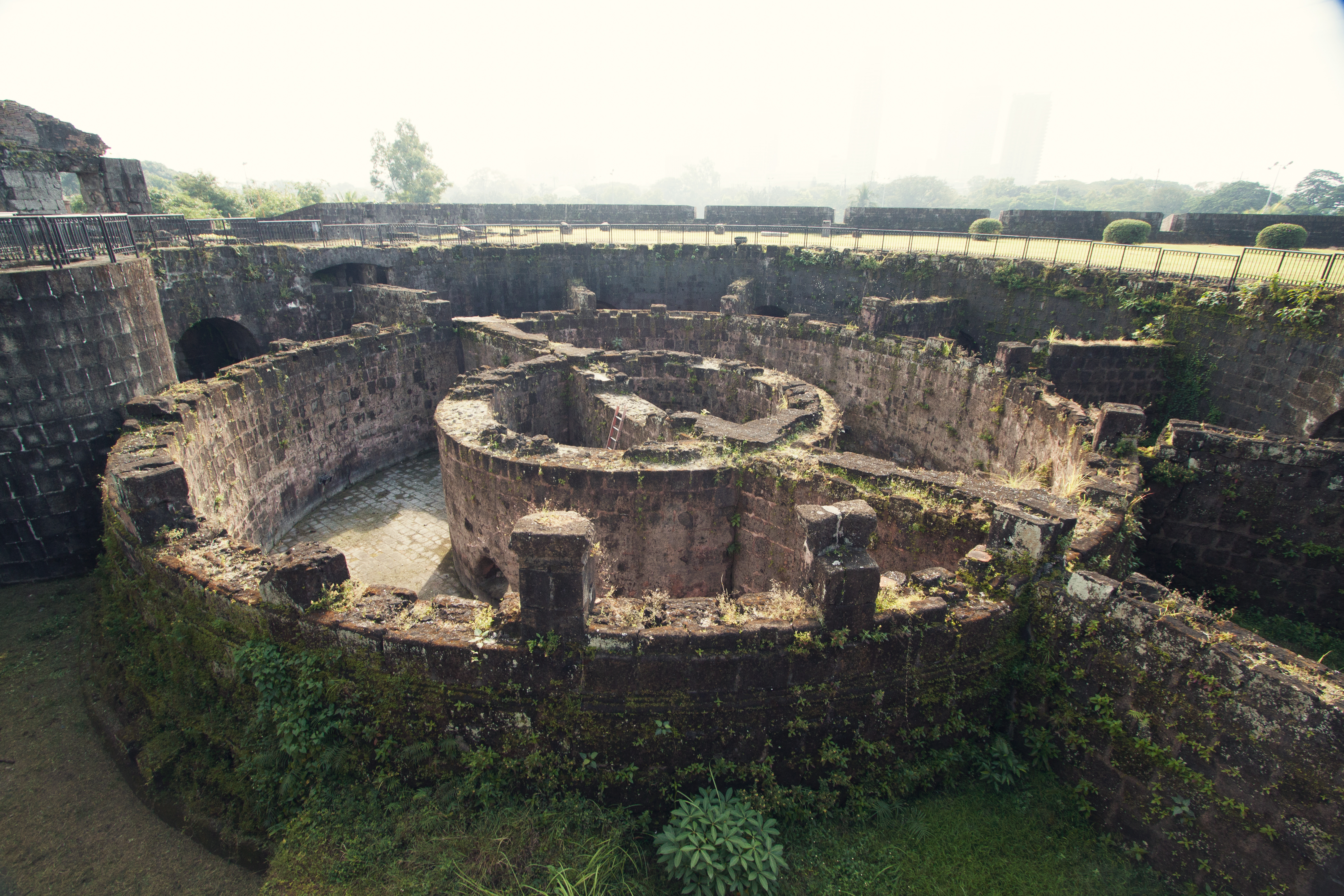
Kruhový bastion Baluarte de San Diego v Intramuros, jedna z nejstarších částí opevnění

Stavba pokračovala i za úřadování následujících generálních guvernérů. Generální guvernér Juan de Silva provedl určité práce na opevnění v roce 1609, které vylepšil Juan Niño de Tabora v roce 1626, a Diego Fajardo Chacón v roce 1644. V tomto roce byla dokončena také výstavba "Baluarte de San Diego". Tato bašta je nejjižnějším bodem opevnění a první z velkých bašt přidaných k opevnění. Ani po dokončení nebyla příliš vysoká. Bylo to bývalé místo stavby "Nuestra Señora de Guia", vůbec první kamenné pevnosti v Manile. Byly přidány raveliny a reduity k posílení slabých míst sloužící jako vnější obrana. Kolem města byl vyhlouben příkop, řeka Pasig sloužila jako přírodní bariéra. V 18. století bylo město zcela uzavřeno. Poslední stavební práce byly dokončeny počátkem 19. století.

## Náměstí
Hlavním náměstím města Manily bylo Plaza Mayor (později známý jako Plaza McKinley, pak Plaza de Roma) před manilskou katedrálou. Na východ od náměstí byla "Ayuntamiento" (radnice) a naproti "Palacio del Gobernador", oficiální sídlo španělských místodržitelů na Filipínách. Zemětřesení 3. června 1863 zničilo tři budovy a velkou část města. Rezidence generálního guvernéra byla přesunuta do paláce "Malacañang Palace", který leží asi 3 km (1,9 mil) po řece Pasig. Dvě předchozí budovy byly později přestavěny, ale nikoli palác místodržitele.
Uvnitř opevnění stály další římskokatolické kostely, nejstarší byl kostel "San Agustín" (Augustiniáni) postavený v roce 1607. Ostatní kostely postavené různými náboženskými řády - kostel "San Nicolas de Tolentino" (Řád menších bratří), kostel "San Francisco" (Františkáni), "Third Venerable Order Church" (Františkáni), kostel "Santo Domingo" (Dominikáni ), "Lourdes Church" (Kapucíni) a kostel "San Ignacio" (Jezuité) - učinil z malého opevněného města město církví. Intramuros byla centrem velkých vzdělávacích institucí v zemi. Konventy a církevní školy byly založeny různými náboženskými řády. Dominikáni založili "Universidad de Santo Tomás" v roce 1611 a "Colegio de San Juan de Letrán" v roce 1620. Jezuité založili "Universidad de San Ignacio" v roce 1590, první univerzitu v zemi, která ale byla uzavřena v roce 1768 po vyhnání jezuitů ze země. Poté, co byl jezuitům umožněn návrat na Filipíny, založili v roce 1859 "Ateneo Municipal de Manila". V počátečním období kolonizace žilo v okolí Intramuros celkem 1200 španělských rodin, 600 španělských rodin přímo ve zdech opevnění a dalších 600 žilo na předměstích mimo Intramuros. Kromě toho bylo v opevněném městě ubytováno asi 400 španělských vojáků.

### Americká perioda (1898–1946)
Po skončení španělsko-americké války se Španělsko v rámci podmínek Pařížské smlouvy za 20 milionů dolarů vzdalo Filipín a dalších několika území ve prospěch USA. Americká vlajka byla vztyčena na Fort Santiago 13. srpna 1898 jako důkaz americké vlády nad městem. V roce 1901 se "Ayuntamiento" se stalo sídlem "Philippine Commission", orgánu jmenovaném vládou Spojených států jako místní vláda. Pevnost Fort Santiago se stala velitelstvím filipínské divize armády Spojených států.
Američané provedli ve městě drastické změny. V roce 1903 bylo odstraněno opevnění od brány Santo Domingo až po bránu Almacenes. Tak mohl být přístav na jižním břehu řeky Pasig zmodernizován. Materiál z opevnění byl použit pro další stavby ve městě. Opevnění bylo prolomeno na čtyřech místech pro usnadnění přístupu do města:jihozápadní konec Calle Aduana (nyní Andres Soriano Jr. Ave.); východní konec Calle Anda; severovýchodní konec Calle Victoria (dříve známý jako Calle de la Escuela); a jihovýchodní konec ulice Calle Palacio (nyní ulice General Luna). Dvojité příkopy, které obklopovaly Intramuros, byly prohlášeny za nehygienické a byly naplněny bahnem vytěženým z manilského zálivu, kde je dnešní přístav v Manile. Příkopy byly městem přeměněny na městské golfové hřiště.
Američané také 11. června 1906 otevřeli první školu, založenou novou vládou, "Manila High School" na Victoria Street.
V roce 1936 byl přijat zákon vyžadující aby všechny budovy, které budou stavěny v Intramurosu, byly budovány ve stylu španělské architektury koloniálního typu.

### Druhá světová válka a japonská okupace

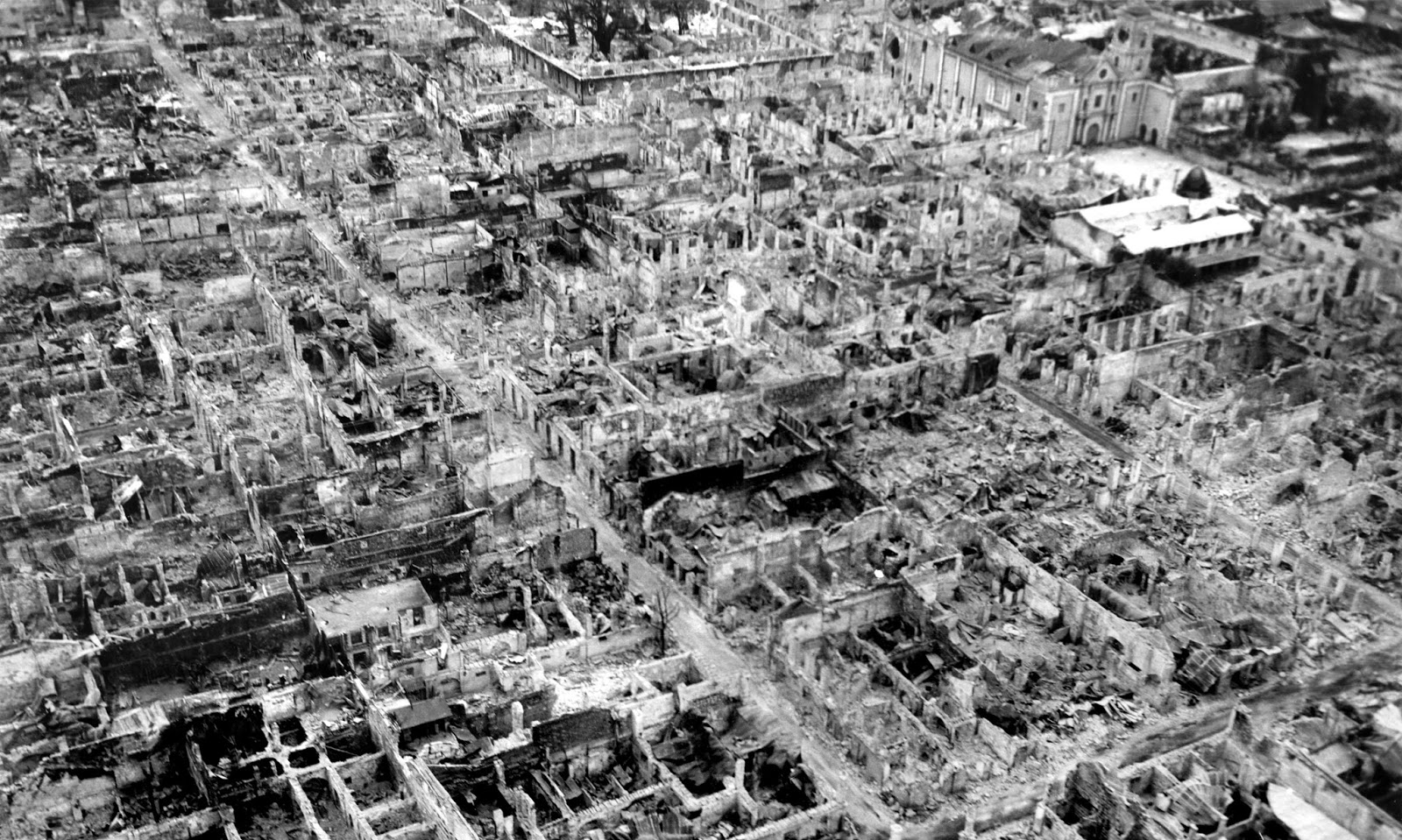
Zničení opevněného města během bitvy o Manilu v roce 1945

V prosinci 1941 vtrhla japonská císařská armáda na Filipíny. První válečnou obětí na Intramurosu byl kostel Santo Domingo a kampus univerzity Santo Tomas během útoku. Celé město Manila vyhlásil generál Douglas MacArthur za „otevřené město“, protože Manila byla neobhajitelná.
V roce 1945 začala bitva za osvobození Manily. Americké jednotky se v lednu 1945 rozhodli osvobodit Manilu. Mezi americkými a filipínskými armádními jednotkami armádou Filipínského společenství, včetně partyzánů, došlo k intenzivním městským bojům proti 30 000 Japonců. Jak bitva pokračovala, obě strany způsobily městu těžké škody. Vrcholem byl masakr civilního obyvatelstva v Manile japonskými jednotkami. Japonská císařská armáda byla poražena a ustoupila do čtvrti Intramuros. MacArthur, ačkoli se stavěl proti bombardování opevněného města, nakonec schválil těžké ostřelování, které mělo za následek smrt více než 16 665 Japonců v citadele Intramuros. Dvě z osmi bran Intramuros byly americkými tanky těžce poškozeny. Bombardování srovnalo většinu citadely se zemí a ponechalo pouze 5% městských struktur; 40% zdí bylo bombardováním zničeno. Od 3. února do 3. března 1945 bylo během bitvy zabito více než 100 000 filipínských mužů, žen a dětí. Na konci druhé světové války byly všechny budovy a stavby v Intramurosu zničeny a zůstal stát pouze poškozený kostel San Agustin.

## Současnost
V roce 1951 byla citadela Intramuros prohlášena za historickou památku spolu s pevností Fort Santiago. Byla vyhlášena politika obnovy a rekonstrukce citadely a odsouhlasen územní plán Intramuros. V roce 1956 byla Intramuros vyhlášena za „obchodní, rezidenční a vzdělávací čtvrť“, čímž se oblast začala rozvíjet bez ohledu na historii. Následovalo několik zákonů a vyhlášek, ale výsledky byly kvůli omezeným finančním prostředkům považovány za neuspokojivé.
V roce 1979 byla na základě prezidentského dekretu č. 1616 podepsaného prezidentem Marcosem dne 10. dubna, vytvořena správa Intramuros (IA).
Od té doby IA pomalu obnovuje hradby, dílčí prvky opevnění a vnitřní město. Zbývajících pět původních bran bylo obnoveno nebo přestavěno: Isabel II Gate, Parian Gate, Real Gate, Santa Lucía Gate a Postigo Gate. Vchody vytvořené Američany probouráním zdí na čtyřech místech jsou nyní překlenuty chodníky, čímž se vytváří spojení, zohledňující design a charakter původního opevnění. Budovy zničené během války byly následně opraveny: manilská katedrála byla přestavěna a pro veřejnost byla otevřena v roce 1958, Ayuntamiento de Manila byla přestavěna v roce 2013, zatímco kostel a klášter San Ignacio je v současné době rekonstruován jako Museo de Intramuros.
V lednu 2015 během své návštěvy na Filipínách papež František vedl mši v manilské katedrále. Zúčastnilo se odhadem 2 000 biskupů, kněží a náboženských vůdců filipínské katolické církve. V červnu 2016 se na Intramurosu konal poprvé každoroční třídenní festival o architektuře a designu. Od té doby je Fort Santiago místem konání seminářů a dalších aktivit. Účastní se místní i zahraniční hosté z oblasti architektury a designu.
Ministerstvo cestovního ruchu spolu se správou Intramuros zahájilo první velký projekt zaměřený na bohaté historické, kulturní a náboženské tradice města. Poprvé od druhé světové války je možné v postní době navštívit všech sedm manilských kostelů: manilskou katedrálu, kostel San Agustin, kostel San Ignacio, svatyně Guadalupe ve Fort Santiago, Knights of Columbus Fr. Willman Chapel, školní kapli na Lyceum of the Philippines, a kapli technologického institutu Mapúa University. Vzdává se pocta původním sedmi kostelům stojícím v předválečném Intramurosu. Událost v roce 2018 přilákala přes 1 milion zahraničních i místních turistů. Správa společnosti Intramuros společně s dánským velvyslanectvím v Manile a společností Felta Multimedia, Inc. otevřely 19. března 2018 bastion "Baluarte de Santa Barbara".
Pandemie covidu-19 v březnu 2020 způsobila, že správa Intramuros dočasně uzavřela několik míst v oblasti Intramuros, včetně Fort Santiago, Museo de Intramuros a Casa Manila.

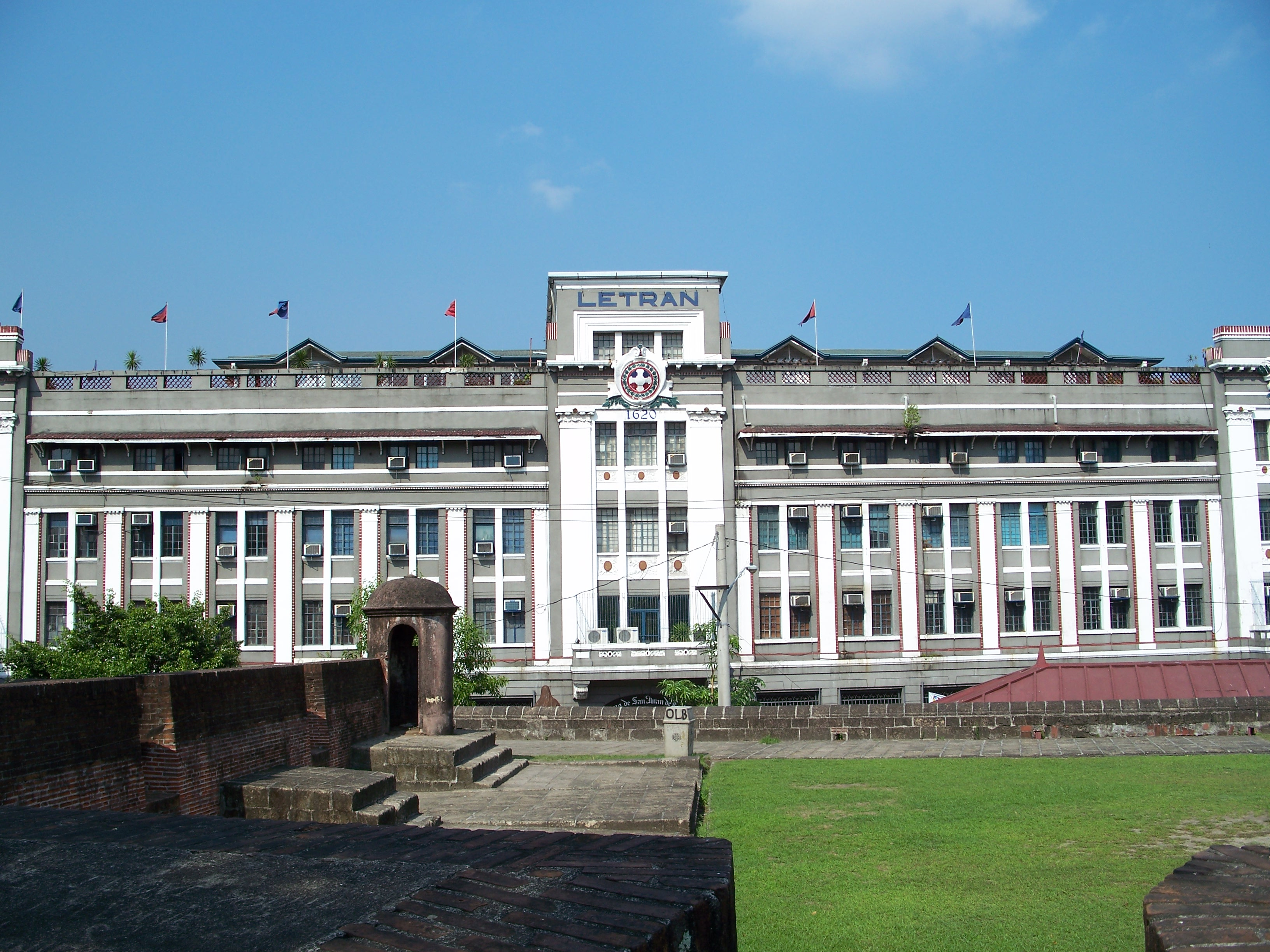
Colegio de San Juan de Letran
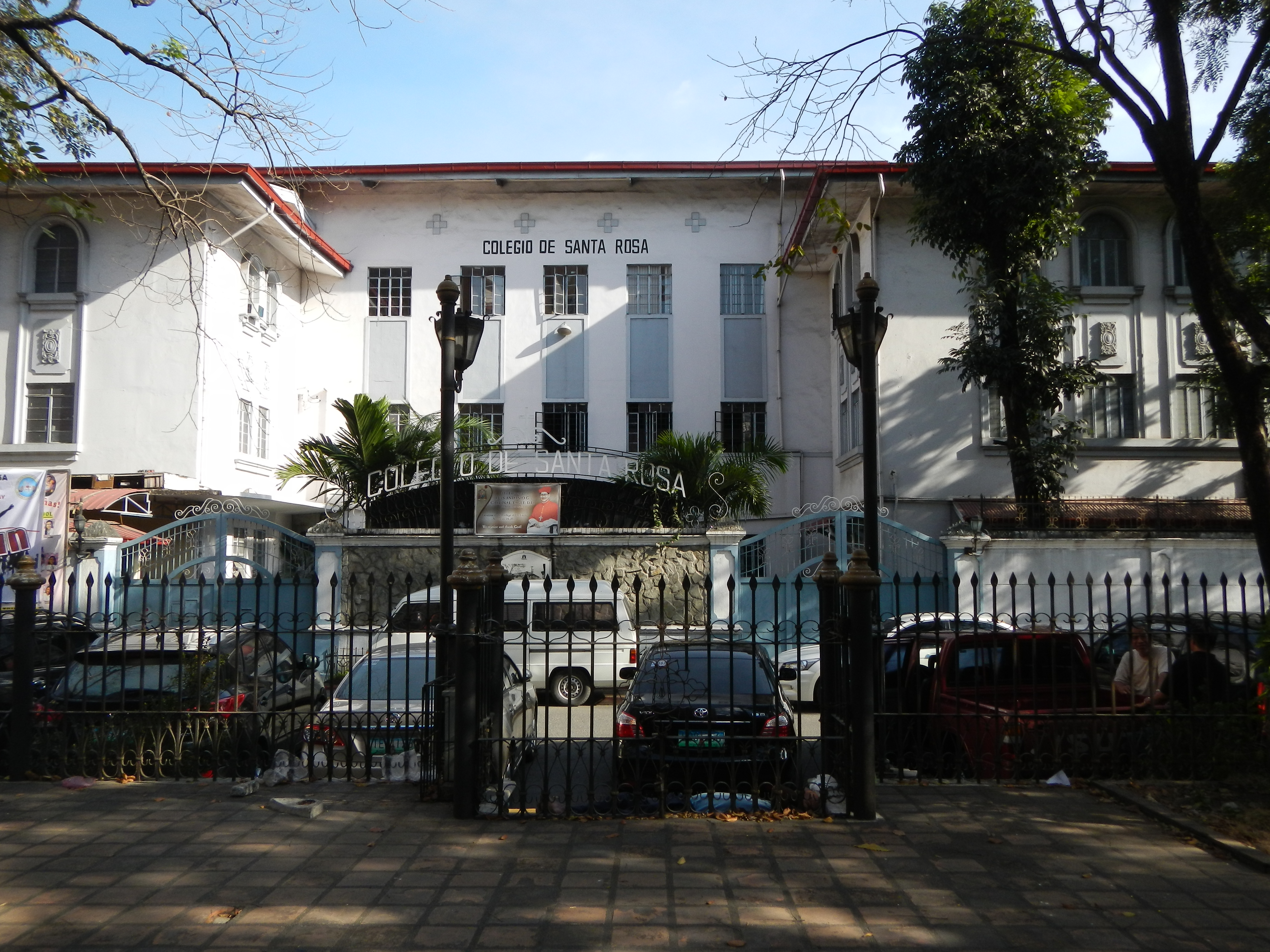
Colegio de Santa Rosa
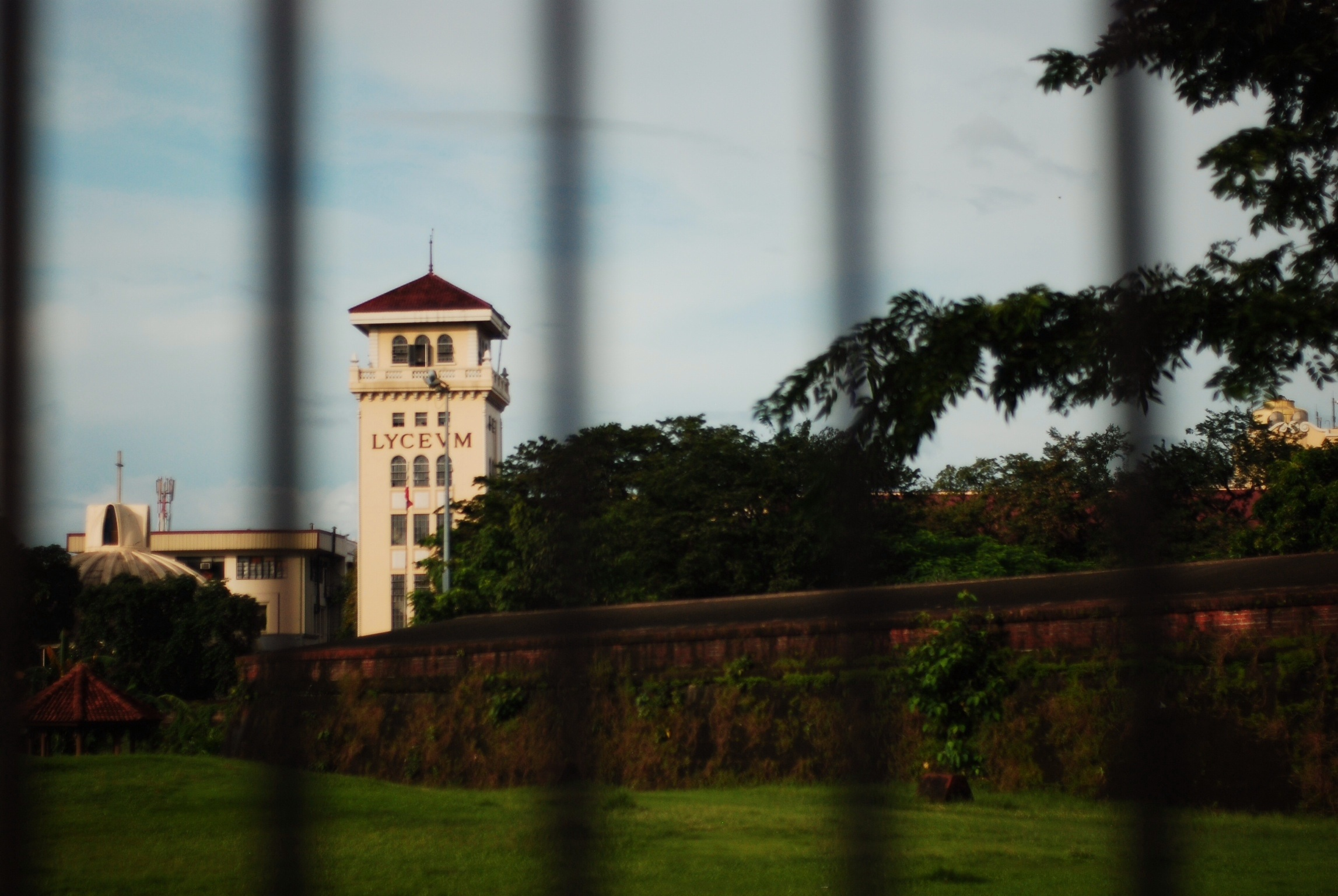
Lyceum of the Philippines University
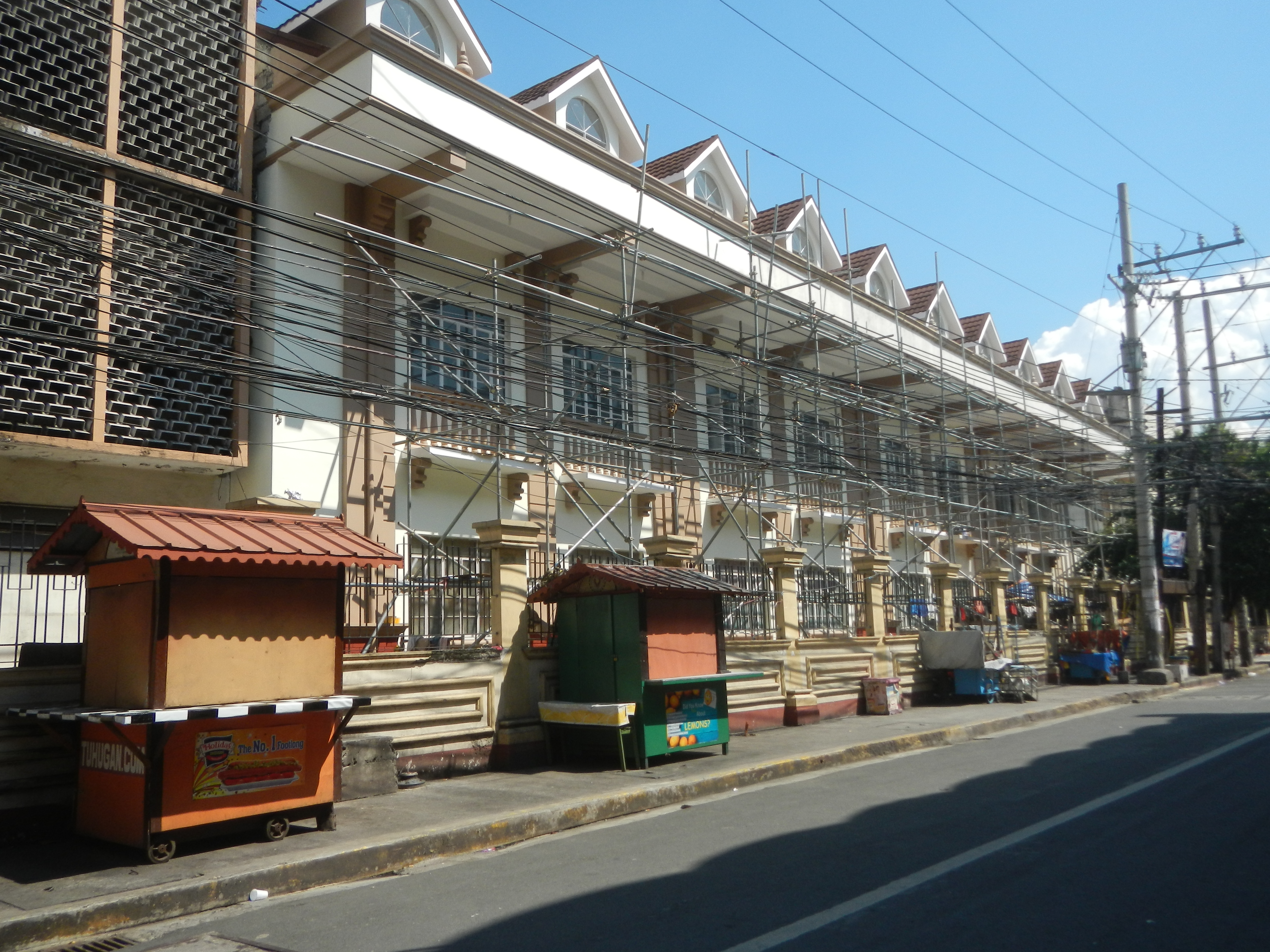
Manila High School
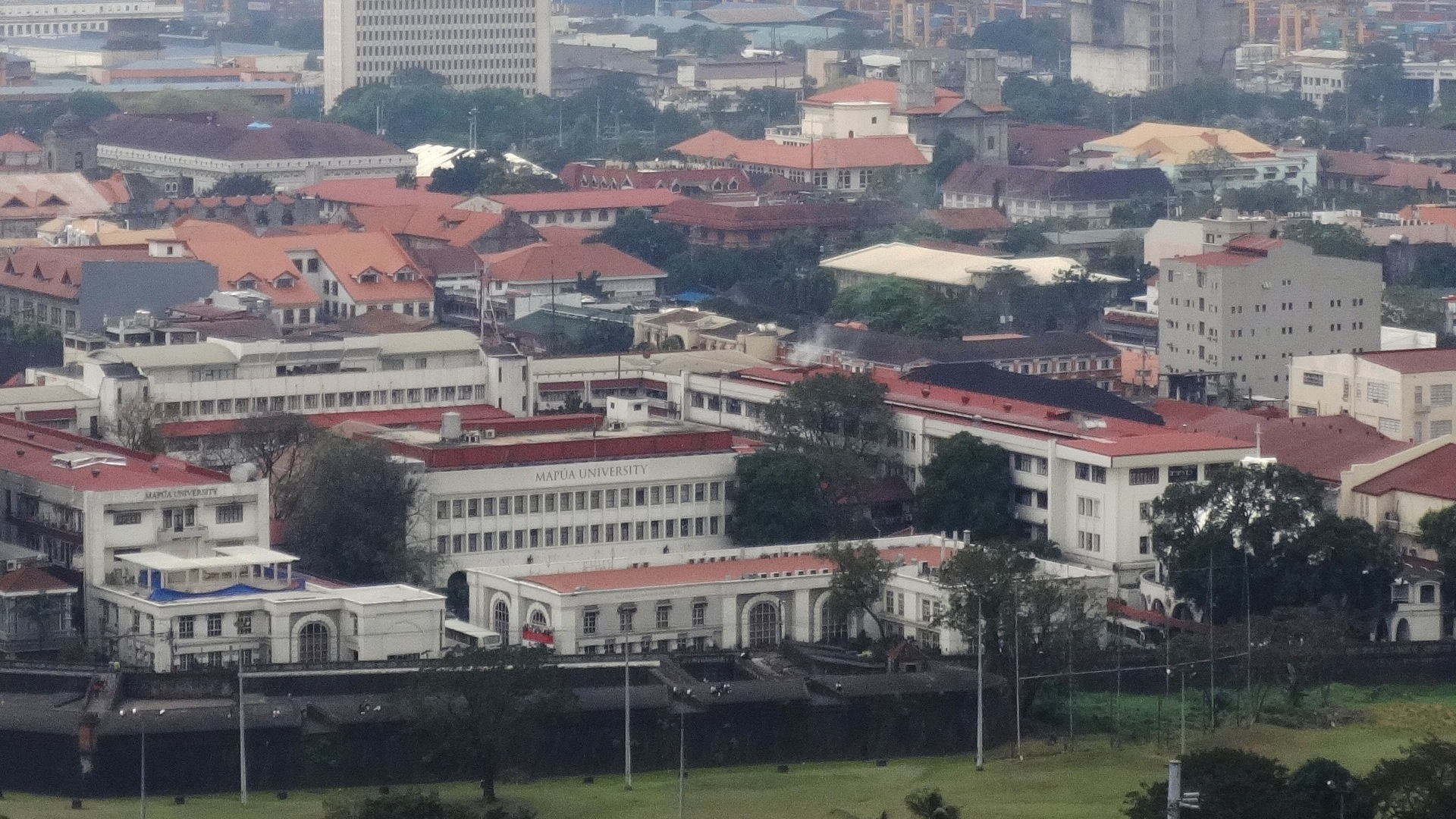
Mapúa University
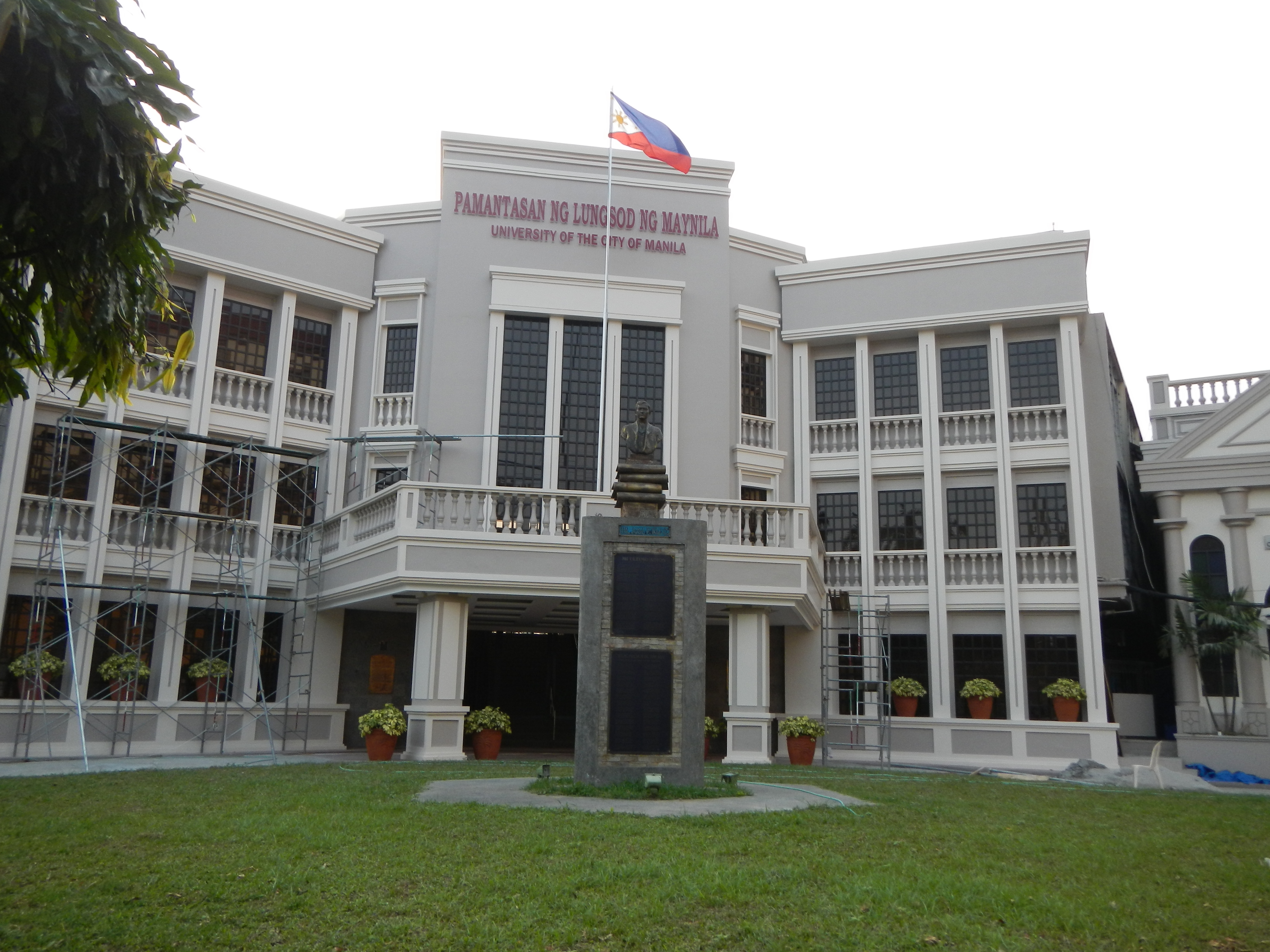
University of the City of Manila

### Kritika
Po druhé světové válce byly všechny budovy uvnitř Intramurosu zničeny a zůstal stát pouze kostel San Agustin. Intramuros byla přestavěna ve španělském koloniálním stylu. Mnoho architektů, urbanistů a profesorů kritizuje způsob, jakým byl Intramuros obnoven, a popisuje jej jako zmrazený v čase. Jiní oblast přirovnávají k zábavnímu parku inspirovanému španělským koloniálním obdobím.